# Bordtennis vid paralympiska sommarspelen 2024
Bordtennis vid paralympiska sommarspelen 2024 arrangerades mellan den 29 augusti och 7 september 2024 i Paris Expo Porte de Versailles i Paris i Frankrike.
Herrarna tävlade i 15 grenar, varav 11 i singel och fyra i dubbel. Damerna tävlade i 14 grenar, varav 10 i singel och fyra i dubbel. Det tävlades även i två grenar i mixeddubbel. Det var inga lagtävlingar likt tidigare år utan dubbel gjorde återkomst för första gången sedan paralympiska sommarspelen 1976.

## Medaljörer

### Herrar
| Gren   | Klass            | Guld                                   | Silver                                                 | Brons                                          |
| Singel | MS1 Detaljer...  | Yunier Fernández Kuba                  | Rob Davies Storbritannien                              | Federico Falco Italien                         |
| Singel | MS1 Detaljer...  | Yunier Fernández Kuba                  | Rob Davies Storbritannien                              | Endre Major Ungern                             |
| Singel | MS2 Detaljer...  | Rafał Czuper Polen                     | Jiři Suchánek Tjeckien                                 | Cha Soo-yong Sydkorea                          |
| Singel | MS2 Detaljer...  | Rafał Czuper Polen                     | Jiři Suchánek Tjeckien                                 | Fabien Lamirault Frankrike                     |
| Singel | MS3 Detaljer...  | Feng Panfeng Kina                      | Thomas Schmidberger Tyskland                           | Yuttajak Glinbancheun Thailand                 |
| Singel | MS3 Detaljer...  | Feng Panfeng Kina                      | Thomas Schmidberger Tyskland                           | Jang Yeong-jin Sydkorea                        |
| Singel | MS4 Detaljer...  | Kim Young-gun Sydkorea                 | Wanchai Chaiwut Thailand                               | Kim Jung-gil Sydkorea                          |
| Singel | MS4 Detaljer...  | Kim Young-gun Sydkorea                 | Wanchai Chaiwut Thailand                               | Isau Ogunkunle Nigeria                         |
| Singel | MS5 Detaljer...  | Tommy Urhaug Norge                     | Cheng Ming-chih Kinesiska Taipei                       | Ali Öztürk Turkiet                             |
| Singel | MS5 Detaljer...  | Tommy Urhaug Norge                     | Cheng Ming-chih Kinesiska Taipei                       | Mitar Palikuća Serbien                         |
| Singel | MS6 Detaljer...  | Matteo Parenzan Italien                | Rungroj Thainiyom Thailand                             | Peter Rosenmeier Danmark                       |
| Singel | MS6 Detaljer...  | Matteo Parenzan Italien                | Rungroj Thainiyom Thailand                             | Ian Seidenfeld USA                             |
| Singel | MS7 Detaljer...  | Yan Shuo Kina                          | Will Bayley Storbritannien                             | Jean Paul Montanus Nederländerna               |
| Singel | MS7 Detaljer...  | Yan Shuo Kina                          | Will Bayley Storbritannien                             | Chalermpong Punpoo Thailand                    |
| Singel | MS8 Detaljer...  | Viktor Diduch Ukraina                  | Zhao Shuai Kina                                        | Maksym Nikolenko Ukraina                       |
| Singel | MS8 Detaljer...  | Viktor Diduch Ukraina                  | Zhao Shuai Kina                                        | Phisit Wangphonphathanasiri Thailand           |
| Singel | MS9 Detaljer...  | Laurens Devos Belgien                  | Lucas Didier Frankrike                                 | Ander Cepas Spanien                            |
| Singel | MS9 Detaljer...  | Laurens Devos Belgien                  | Lucas Didier Frankrike                                 | Ma Lin Australien                              |
| Singel | MS10 Detaljer... | Patryk Chojnowski Polen                | Lian Hao Kina                                          | Matéo Bohéas Frankrike                         |
| Singel | MS10 Detaljer... | Patryk Chojnowski Polen                | Lian Hao Kina                                          | Filip Radović Montenegro                       |
| Singel | MS11 Detaljer... | Kim Gi-tae Sydkorea                    | Chen Po-yen Kinesiska Taipei                           | Samuel Von Einem Australien                    |
| Singel | MS11 Detaljer... | Kim Gi-tae Sydkorea                    | Chen Po-yen Kinesiska Taipei                           | Péter Pálos Ungern                             |
| Dubbel | MD4 Detaljer...  | Slovakien Peter Lovas Ján Riapoš       | Sydkorea Jang Yeong-jin Park Sung-joo                  | Frankrike Fabien Lamirault Julien Michaud      |
| Dubbel | MD4 Detaljer...  | Slovakien Peter Lovas Ján Riapoš       | Sydkorea Jang Yeong-jin Park Sung-joo                  | Sydkorea Cha Soo-yong Park Jin-cheol           |
| Dubbel | MD8 Detaljer...  | Kina Cao Ningning Feng Panfeng         | Tyskland Valentin Baus Thomas Schmidberger             | Thailand Wanchai Chaiwut Yuttajak Glinbancheun |
| Dubbel | MD8 Detaljer...  | Kina Cao Ningning Feng Panfeng         | Tyskland Valentin Baus Thomas Schmidberger             | Turkiet Abdullah Öztürk Nesim Turan            |
| Dubbel | MD14 Detaljer... | Kina Liao Keli Yan Shuo                | Thailand Phisit Wangphonphathanasiri Rungroj Thainiyom | Storbritannien Paul Karabardak Billy Shilton   |
| Dubbel | MD14 Detaljer... | Kina Liao Keli Yan Shuo                | Thailand Phisit Wangphonphathanasiri Rungroj Thainiyom | Frankrike Esteban Herrault Clément Berthier    |
| Dubbel | MD18 Detaljer... | Polen Piotr Grudzień Patryk Chojnowski | Kina Zhao Yiqing Liu Chaodong                          | Kina Lian Hao Zhao Shuai                       |
| Dubbel | MD18 Detaljer... | Polen Piotr Grudzień Patryk Chojnowski | Kina Zhao Yiqing Liu Chaodong                          | Brasilien Claudio Massad Luiz Manara           |

### Damer
| Gren   | Klass             | Guld                             | Silver                                           | Brons                                                |
| Singel | WS1–2 Detaljer... | Giada Rossi Italien              | Liu Jing Kina                                    | Dorota Bucław Polen                                  |
| Singel | WS1–2 Detaljer... | Giada Rossi Italien              | Liu Jing Kina                                    | Seo Su-yeon Sydkorea                                 |
| Singel | WS3 Detaljer...   | Anđela Mužinić Vincetić Kroatien | Yoon Ji-yu Sydkorea                              | Carlotta Ragazzini Italien                           |
| Singel | WS3 Detaljer...   | Anđela Mužinić Vincetić Kroatien | Yoon Ji-yu Sydkorea                              | Xue Juan Kina                                        |
| Singel | WS4 Detaljer...   | Sandra Mikolaschek Tyskland      | Borislava Perić-Ranković Serbien                 | Gu Xiaodan Kina                                      |
| Singel | WS4 Detaljer...   | Sandra Mikolaschek Tyskland      | Borislava Perić-Ranković Serbien                 | Zhou Ying Kina                                       |
| Singel | WS5 Detaljer...   | Zhang Bian Kina                  | Pan Jiamin Kina                                  | Moon Sung-hye Sydkorea                               |
| Singel | WS5 Detaljer...   | Zhang Bian Kina                  | Pan Jiamin Kina                                  | Jung Young-a Sydkorea                                |
| Singel | WS6 Detaljer...   | Najlah Al-Dayyeni Irak           | Maryna Lytovchenko Ukraina                       | Maljak Alijeva Neutrala paralympiska idrottare       |
| Singel | WS6 Detaljer...   | Najlah Al-Dayyeni Irak           | Maryna Lytovchenko Ukraina                       | Camelia Ciripan Rumänien                             |
| Singel | WS7 Detaljer...   | Kelly van Zon Nederländerna      | Kübra Öçsoy Korkut Turkiet                       | Bly Twomey Storbritannien                            |
| Singel | WS7 Detaljer...   | Kelly van Zon Nederländerna      | Kübra Öçsoy Korkut Turkiet                       | Wang Rui Kina                                        |
| Singel | WS8 Detaljer...   | Huang Wenjuan Kina               | Aida Dahlen Norge                                | Juliane Wolf Tyskland                                |
| Singel | WS8 Detaljer...   | Huang Wenjuan Kina               | Aida Dahlen Norge                                | Florencia Pérez Chile                                |
| Singel | WS9 Detaljer...   | Karolina Pęk Polen               | Xiong Guiyan Kina                                | Lei Lina Australien                                  |
| Singel | WS9 Detaljer...   | Karolina Pęk Polen               | Xiong Guiyan Kina                                | Alexa Szvitacs Ungern                                |
| Singel | WS10 Detaljer...  | Yang Qian Australien             | Natalia Partyka Polen                            | Bruna Alexandre Brasilien                            |
| Singel | WS10 Detaljer...  | Yang Qian Australien             | Natalia Partyka Polen                            | Tien Shiau-wen Kinesiska Taipei                      |
| Singel | WS11 Detaljer...  | Natsuki Wada Japan               | Jelena Prokofeva Neutrala paralympiska idrottare | Ebru Acer Turkiet                                    |
| Singel | WS11 Detaljer...  | Natsuki Wada Japan               | Jelena Prokofeva Neutrala paralympiska idrottare | Kanami Furukawa Japan                                |
| Dubbel | WD5 Detaljer...   | Kina Liu Jing Xue Juan           | Sydkorea Seo Su-yeon Yoon Ji-yu                  | Brasilien Cátia Oliveira Joyce de Oliveira           |
| Dubbel | WD5 Detaljer...   | Kina Liu Jing Xue Juan           | Sydkorea Seo Su-yeon Yoon Ji-yu                  | Thailand Dararat Asayut Chilchitparyak Bootwansirina |
| Dubbel | WD10 Detaljer...  | Kina Gu Xiaodan Pan Jiamin       | Serbien Nada Matić Borislava Perić-Ranković      | Sydkorea Kang Oe-jeong Lee Mi-gyu                    |
| Dubbel | WD10 Detaljer...  | Kina Gu Xiaodan Pan Jiamin       | Serbien Nada Matić Borislava Perić-Ranković      | Sydkorea Jung Young-a Moon Sung-hye                  |
| Dubbel | WD14 Detaljer...  | Kina Huang Wenjuan Jin Yucheng   | Tyskland Stephanie Grebe Juliane Wolf            | Norge Aida Dahlen Merethe Tveiten                    |
| Dubbel | WD14 Detaljer...  | Kina Huang Wenjuan Jin Yucheng   | Tyskland Stephanie Grebe Juliane Wolf            | Storbritannien Felicity Pickard Bly Twomey           |
| Dubbel | WD20 Detaljer...  | Australien Lei Lina Yang Qian    | Kinesiska Taipei Lin Tzu-yu Tien Shiau-wen       | Polen Natalia Partyka Karolina Pęk                   |
| Dubbel | WD20 Detaljer...  | Australien Lei Lina Yang Qian    | Kinesiska Taipei Lin Tzu-yu Tien Shiau-wen       | Brasilien Bruna Alexandre Danielle Rauen             |

### Mixed
| Gren   | Klass            | Guld                         | Silver                                        | Brons                                   |
| Dubbel | XD7 Detaljer...  | Kina Zhou Ying Feng Panfeng  | Thailand Yuttajak Glinbancheun Wijittra Jaion | Kina Zhai Xiang Gu Xiaodan              |
| Dubbel | XD7 Detaljer...  | Kina Zhou Ying Feng Panfeng  | Thailand Yuttajak Glinbancheun Wijittra Jaion | Frankrike Flora Vautier Florian Merrien |
| Dubbel | XD17 Detaljer... | Kina Mao Jingdian Zhao Shuai | Kina Peng Weinan Xiong Guiyan                 | Polen Karolina Pęk Piotr Grudzień       |
| Dubbel | XD17 Detaljer... | Kina Mao Jingdian Zhao Shuai | Kina Peng Weinan Xiong Guiyan                 | Ukraina Viktor Diduch Iryna Sjynkarova  |

## Medaljtabell
*   Värdland ( Frankrike)
| Nr                   | Nation                          | Guld | Silver | Brons | Totalt |
| -------------------- | ------------------------------- | ---- | ------ | ----- | ------ |
| 1                    | Kina                            | 11   | 7      | 6     | 24     |
| 2                    | Polen                           | 4    | 1      | 3     | 8      |
| 3                    | Sydkorea                        | 2    | 3      | 9     | 14     |
| 4                    | Australien                      | 2    | 0      | 3     | 5      |
| 5                    | Italien                         | 2    | 0      | 2     | 4      |
| 6                    | Tyskland                        | 1    | 3      | 1     | 5      |
| 7                    | Ukraina                         | 1    | 1      | 2     | 4      |
| 8                    | Norge                           | 1    | 1      | 1     | 3      |
| 9                    | Japan                           | 1    | 0      | 1     | 2      |
| 9                    | Nederländerna                   | 1    | 0      | 1     | 2      |
| 11                   | Slovakien                       | 1    | 0      | 0     | 1      |
| 11                   | Irak                            | 1    | 0      | 0     | 1      |
| 11                   | Kuba                            | 1    | 0      | 0     | 1      |
| 11                   | Kroatien                        | 1    | 0      | 0     | 1      |
| 11                   | Belgien                         | 1    | 0      | 0     | 1      |
| 16                   | Thailand                        | 0    | 4      | 5     | 9      |
| 17                   | Kinesiska Taipei                | 0    | 3      | 1     | 4      |
| 18                   | Storbritannien                  | 0    | 2      | 3     | 5      |
| 19                   | Serbien                         | 0    | 2      | 1     | 3      |
| 20                   | Frankrike*                      | 0    | 1      | 5     | 6      |
| 21                   | Turkiet                         | 0    | 1      | 3     | 4      |
| –                    | Neutrala paralympiska idrottare | 0    | 1      | 1     | 2      |
| 22                   | Tjeckien                        | 0    | 1      | 0     | 1      |
| 23                   | Brasilien                       | 0    | 0      | 4     | 4      |
| 24                   | Ungern                          | 0    | 0      | 3     | 3      |
| 25                   | Danmark                         | 0    | 0      | 1     | 1      |
| 25                   | USA                             | 0    | 0      | 1     | 1      |
| 25                   | Rumänien                        | 0    | 0      | 1     | 1      |
| 25                   | Montenegro                      | 0    | 0      | 1     | 1      |
| 25                   | Spanien                         | 0    | 0      | 1     | 1      |
| 25                   | Nigeria                         | 0    | 0      | 1     | 1      |
| 25                   | Chile                           | 0    | 0      | 1     | 1      |
| Totalt (31 nationer) | Totalt (31 nationer)            | 31   | 31     | 62    | 124    |